# Auburn (Alabama)
Auburn é uma cidade localizada no estado americano do Alabama, no Condado de Lee.

## Geografia
De acordo com o United States Census Bureau, a localidade tem uma área de 158,36 km², dos quais 155,72 km² cobertos por terra e 2,64 km² cobertos por água. Auburn localiza-se a aproximadamente 189 m acima do nível do mar.

### Localidades na vizinhança
O diagrama seguinte representa as localidades num raio de 32 km ao redor de Auburn. 

## Demografia
Segundo o censo nacional de 2010, sua população é de 53 380 e sua densidade populacional é de 422,1 hab/km².